# Augustine-Malvina Blanchecotte
Augustine-Malvina Blanchecotte, née Souville (née à 1830 en Paris et décédée en 1897), est une poétesse française.

## Biographie
Née dans un milieu ouvrier, (elle revendique cette situation lors de la parution de son premier recueil, Rêves et réalités, Poésies, Par Mme B, ouvrière et poète) Malvina Souville épouse en 1850 Blanchecotte, teneur de livres, dont elle aura un fils. Lamartine ainsi que Béranger sont ses modèles en poésie. Le salon de Louise Colet lui permet de fréquenter des écrivains. En 1856 la seconde édition de Rêves et réalités s'honore d'un hommage de Lamartine. Elle collabore à La Revue de France et vit de leçons au cachet, et, son mari ayant été interné, elle élève seule son fils, qui deviendra polytechnicien. Cette vie assez misérable la rend stoïcienne. Théodore de Banville dira d'elle image de la Volonté unie à la résignation. En 1872 elle sera hostile à la Commune. Elle meurt en 1897.

## Œuvres
- Rêves et réalités. Paris 1856. Prix Maillé-Latour-Landry de l'Académie française[2]
- Nouvelles poésies, Paris, Perrotin, 1861[3]
- Impressions d'une femme. Pensées, sentiments et portraits. Paris 1867

- Prix Lambert 1868
- Tablettes d'une femme pendant la Commune. Édition du Lérot, Tusson 1996 (Repr. d. Ausg. Paris 1872) Lire en ligne sur Gallica
- Les Militantes. Poèmes. Paris 1876
  - Un poème À Victor Hugo